# Částkovice (Hostětice)

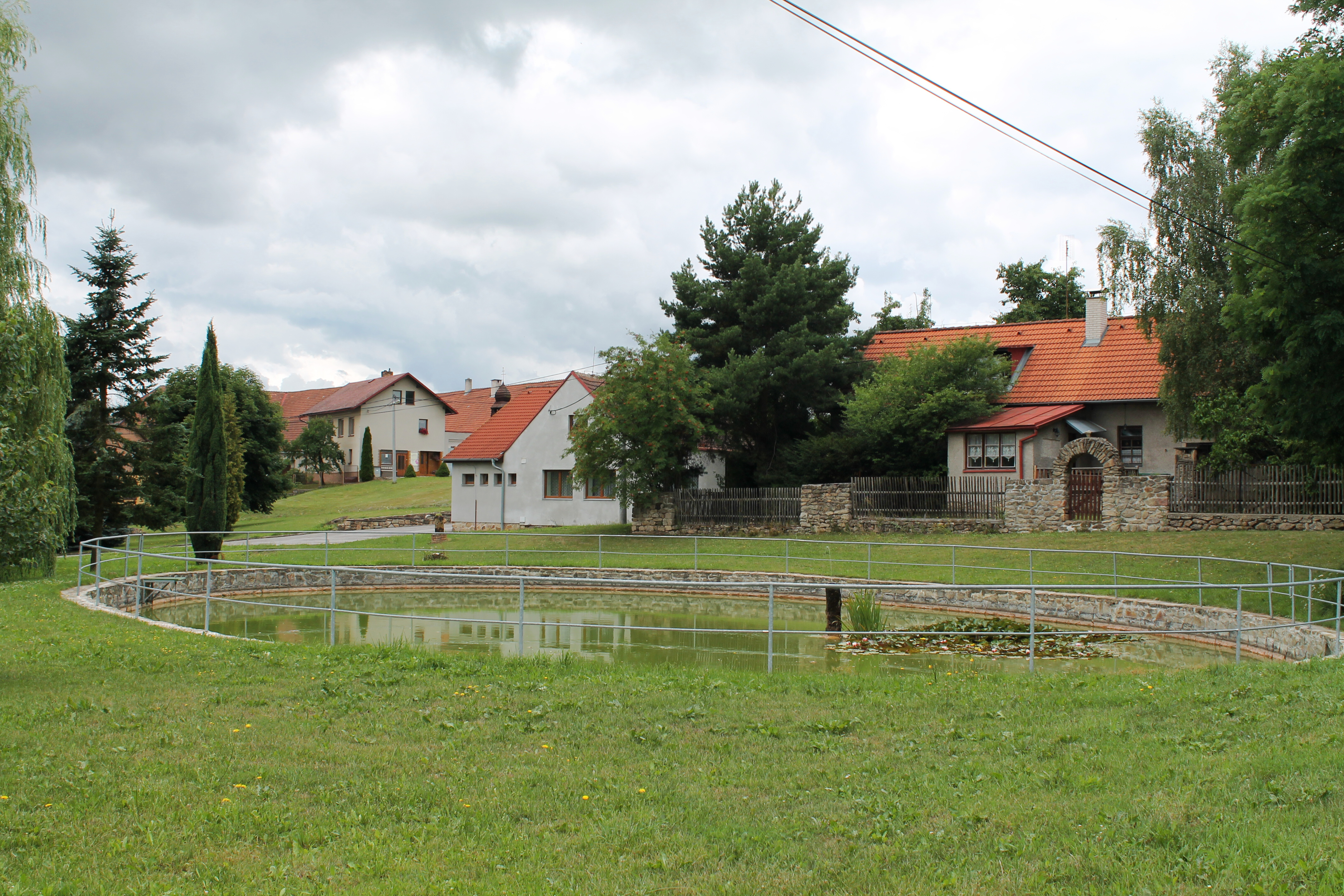
Häuser am Dorfplatz

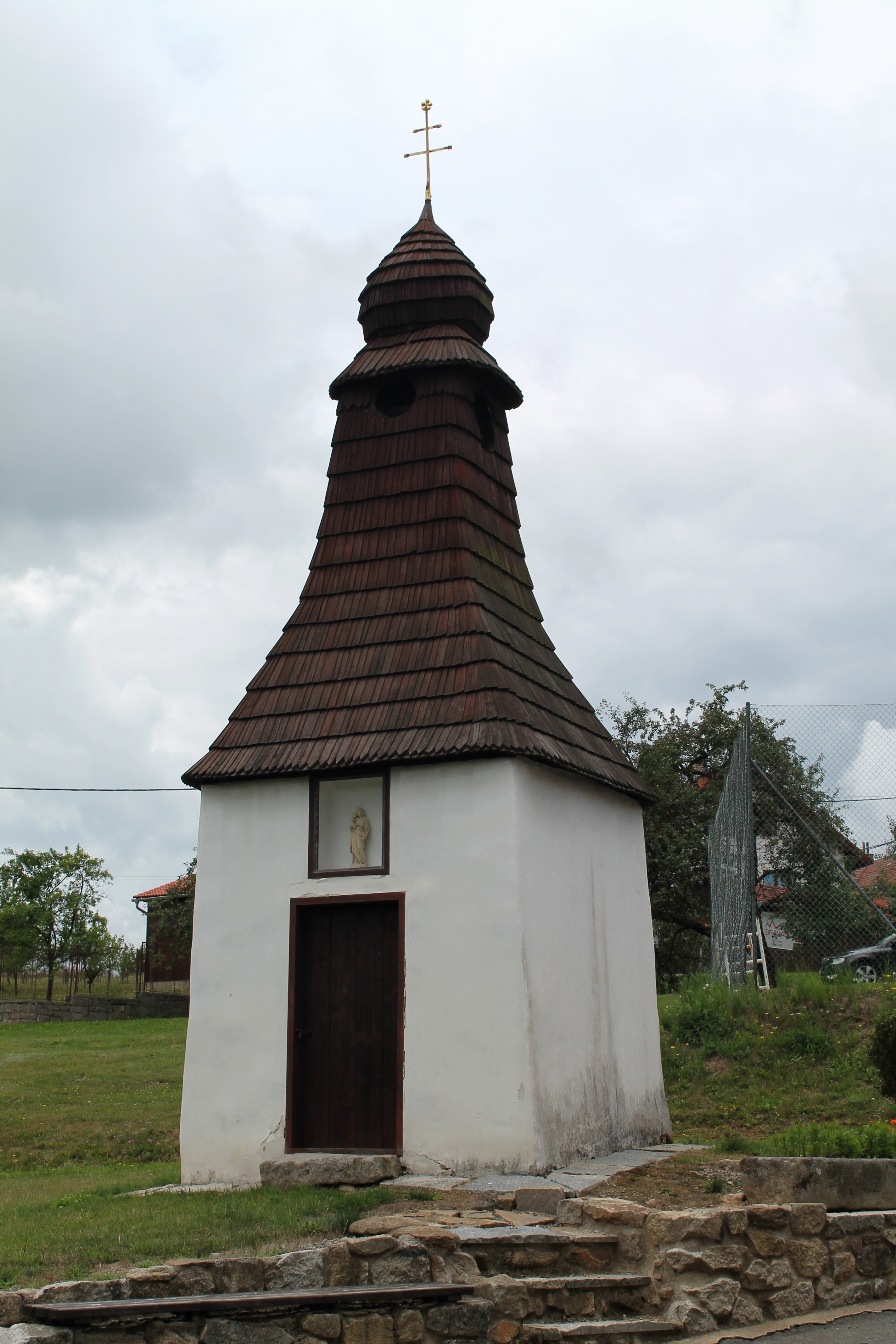
Glockenhäusel auf dem Dorfplatz

Částkovice (deutsch Czaskowitz, 1939–45 Tschaskowitz) ist ein Ortsteil der Gemeinde Hostětice in Tschechien. Er liegt fünf Kilometer westlich von Telč (Teltsch) und gehört zum Okres Jihlava.

## Geographie
Der Rundling Částkovice befindet sich im Quellgebiet eines namenlosen Baches in der Javořická vrchovina. Nordöstlich erhebt sich der Na Kopci (643 m n.m.), im Nordwesten die Skalka (686 m n.m.), der Široký kámen (772 m n.m.) und der Vrch (726 m n.m.) mit den Resten der Burg Štamberk (Sternberg). Im nördlichen Teil der Gemarkung liegen die Teiche Částkovický rybník und Rákosový rybník, nordöstlich der Teich Mysletín. Westlich des Dorfes fließt der Bach Částkovický potok, der dort die Gemarkungsgrenze bildet.
Nachbarorte sind Lhotka und Řásná im Norden, Vanov und Volevčice im Nordosten, Salaš und Hostětice im Osten, Krahulčí und Valcha im Südosten, Papírna, Borovná und Dobrá Voda im Süden, Mrákotín im Südwesten, Horní Pole im Westen sowie Světlá und Čejkovna im Nordwesten.

## Geschichte
Die erste urkundliche Erwähnung des Dorfes erfolgte 1580 als Teil der Herrschaft Teltsch. Der Ortsname leitet sich vom Personennamen Částek ab. Nach dem Tod des letzten männlichen Nachkommen der Herren von Neuhaus, Joachim Ulrich von Neuhaus, erbte dessen Besitzungen 1604 seine Tochter Lucie Ottilie, die seit 1602 mit Wilhelm Slawata verheiratet war. Ab 1678 wurde die Ortsnamensform Cžiastkowitz und ab 1720 Czastkowitz verwendet. Nach dem Tod des letzten Grafen Slavata von Chlum und Koschumberg fiel Cžiastkowitz als Teil der Herrschaft Teltsch 1702 an Franz Anton von Liechtenstein-Kastelkorn, dessen gleichnamiger Enkel die Herrschaft 1754 an Alois Podstatský von Prusinowitz vererbte. Das älteste Ortssiegel stammt aus dem 18. Jahrhundert; es zeigt ein Herz, dem drei Blumen entwachsen. Im Jahre 1791 lebten in den 13 Häusern von Cžastkowitz 94 Personen. Zum Dorf gehörten 130 Joch Ackerland sowie ein geringer Anteil Gärten, Wiesen und Wälder.
Im Jahre 1835 bestand das im Iglauer Kreis gelegene Dorf Czaskowitz bzw. Časkowice aus 15 Häusern mit 95 mährischsprachigen und katholischen Einwohnern. Abseits – am Částkovický potok – lag eine eingängige Mühle. Pfarr- und Schulort war Mrakotin.  Bis zur Mitte des 19. Jahrhunderts blieb das Dorf der Fideikommissherrschaft Teltsch untertänig, Besitzer waren die Grafen von Podstatzky-Liechtenstein.
Nach der Aufhebung der Patrimonialherrschaften bildete Čáskovice / Czaskowitz ab 1849 eine Gemeinde im Gerichtsbezirk Teltsch. Ab 1869 gehörte Čáskovice zum Bezirk Datschitz. Zu dieser Zeit hatte die Gemeinde 92 Einwohner und bestand aus 15 Häusern. Die heutige Namensform Částkovice ist seit 1872 nachweislich. Im Jahre 1900 lebten in Částkovice 78 Personen, 1910 waren es 77. Nach dem Zusammenbruch der k.k. Monarchie wurde die Gemeinde 1918 Teil der neu gebildeten Tschechoslowakei. Beim Zensus von 1921 lebten in den 13 Häusern der Gemeinde Částkovice / Czaskowitz 75 Tschechen. Im Jahre 1930 bestand die Gemeinde Částkovice aus 13 Häusern und hatte 75 Einwohner. Zwischen 1939 und 1945 war die Gemeinde Teil des Protektorats Böhmen und Mähren, in dieser Zeit wurde die deutsche Namensform Tschaskowitz verwendet. Nach dem Ende des Zweiten Weltkrieges wurde Částkovice wieder Teil der Tschechoslowakei. 1949 erfolgte die Umgliederung in den Okres Třešť. Im Jahre 1950 lebten in den 17 Häusern von Částkovice 68 Personen. In den 1950er Jahren begann an der Stelle der alten Dorfschmiede auf dem Dorfplatz der Bau eines Kulturhauses. Im Jahre 1953 wurde eine gemeinsame JZD mit Hostětice gegründet. Mit Beginn des Jahres 1960 erfolgte die Eingemeindung nach Hostětice. Seit 1961 gehört Částkovice zum Okres Jihlava. Im Jahre 1970 hatte Částkovice 72 Einwohner. Im selben Jahr erfolgte eine Erweiterung des Kulturhauses. Die JZD Hostětice-Částkovice wurde 1973 der JZD Mrákotín zugeschlagen. Im Jahre 1991 lebten in den 16 Wohnhäusern des Dorfes 62 Personen. Zwischen 2006 und 2008 erhielt das Kulturhaus einen neuen Anbau mit dem Büro der Gemeindeverwaltung, Toiletten und einem Heizkesselraum. Beim Zensus von 2011 bestand Částkovice aus 22 Häusern und hatte 69 Einwohner.
Das ursprüngliche Ortsbild des Rundlings hat sich im Wesentlichen erhalten. Um den Dorfanger stehen sieben große Vierseithöfe.

## Gemeindegliederung
Der Ortsteil Částkovice bildet den Katastralbezirk Částkovice u Hostětic. In Částkovice befindet sich der Sitz der Gemeindeverwaltung.

## Sehenswürdigkeiten
- Glockenhäusel auf dem Dorfplatz, errichtet Ende des 18. Jahrhunderts[4], Kulturdenkmal
- Mehrere Flurkreuze
- Haus Nr. 8 am Dorfplatz, Kulturdenkmal
- Kulturhaus, die Wandbilder schuf der Maler Jaroslav Moravec[5]